# ذفرة عربية
ذفرة عربية أو أم رُمَيْل أو وحش أو مجنونة (الاسم العلمي: Cleome arabica) هي نوع من النباتات تتبع جنس الذفرة من الفصيلة الذفرية.